# 牛久土浦バイパス
牛久土浦バイパス（うしくつちうらバイパス）は、茨城県牛久市から土浦市を結ぶ事業中の国道6号バイパスである。

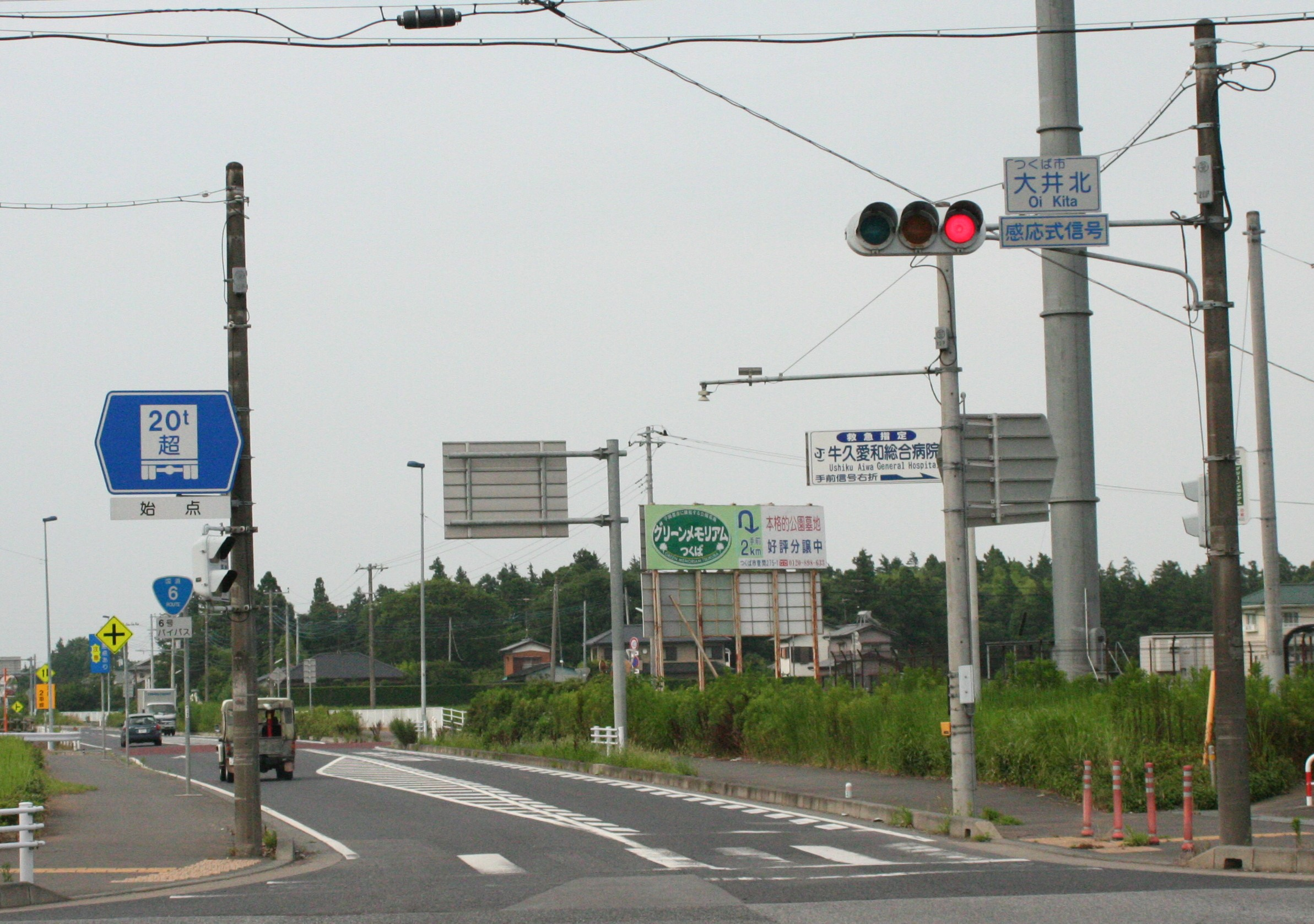
つくば市大井北交差点

## 概要
当バイパスは牛久駅周辺および荒川沖駅周辺の国道6号現道の混雑を解消するために計画された。2022年6月現在、つくば市の西大井地区と土浦市の中村西根地区との間が完成・開通しており、国道408号と首都圏中央連絡自動車道つくば牛久インターチェンジと県道土浦つくば線〈学園東大通り〉とを結んでいる。
計画で32,900台/日とされる交通量を捌くため完成時は4車線の道路となる予定であるが、現状では暫定2車線となっており、供用区間の道路の北側には既に拡幅のための用地が確保されている。
起点の牛久市遠山町から城中町にかけての区間（延長1.3 km）が2008年度に事業化され計画中の都市計画道路城中田宮線と歩調を合わせる形で事業を推進、予備設計・調査設計を経て2011年度から用地買収に着手しており、この区間は2022年3月26日に開通した。
また、現在開通している区間を挟む形で県道谷田部牛久線から国道408号間（延長1.9 km）および県道土浦つくば線から国道6号現道にかけての区間（延長2.7 km）が牛久土浦バイパスII期として2014年度に新規事業化された。
牛久市城中町からつくば市高崎までの区間（延長5.5 km）については、沿線首長らで構成される「牛久市・つくば市・つくばみらい市交通体系整備促進連絡協議会」会長の池邉勝幸（当時の牛久市長）は「事業費が約250億円とも試算されており国土交通省が事業化に踏み切るのは難しい」との見解を示していた。しかし、2018年度、牛久土浦バイパスIII期として新規事業化された。

### 路線データ
- 起点：茨城県牛久市遠山町[6]
- 終点：茨城県土浦市中[6]
- 延長：15.3 km[6]
- 道路規格：第3種第1級
- 設計速度：80 km/h
- 道路幅員：25.0 - 30.0 m
- 車線数：4車線（暫定2車線）
- 車線幅員：3.5 m

## 歴史
- 1992年（平成4年）度 - 事業化
- 1994年（平成6年）4月21日 - 都市計画決定。
- 1998年（平成10年）度 - 用地買収着手
- 2000年（平成12年）2月21日 - 起工式を挙行[6]。
- 2003年（平成15年）3月29日 - つくば市西大井 - 稲岡（延長2.3 km）暫定2車線で供用開始[6]。
- 2011年（平成23年）11月20日 - つくば市稲岡 - 土浦市中村西根（延長1.6 km）暫定2車線で供用開始[6]。
- 2014年（平成26年） - II期事業化
- 2018年（平成30年） - III期事業化
- 2022年（令和4年）3月26日 - 牛久市遠山町 - 城中町（延長1.3 km）暫定2車線で供用開始。これにより当初区間全線開通[1]。

## 路線状況

### 交通量
2005年度（平成17年度道路交通センサスより）
平日24時間交通量（台）
- つくば市稲岡：10,513

## 地理

### 通過する自治体
- 茨城県
  - 牛久市 - つくば市 - 土浦市

### 交差する道路
- （千葉県道・茨城県道46号野田牛久線）
- （茨城県道143号谷田部牛久線）
- 国道408号
- 茨城県道202号館野牛久線
- C4 首都圏中央連絡自動車道つくば牛久インターチェンジ
- 茨城県道274号牛久赤塚線〈学園西大通り〉
- 茨城県道273号館野荒川沖停車場線
- 茨城県道55号土浦つくば線〈学園東大通り〉
- （茨城県道201号藤沢荒川沖線）

### 接続するバイパスの位置関係
（柏方面）取手バイパス - 藤代バイパス - 牛久土浦バイパス - 土浦バイパス - 千代田石岡バイパス（水戸方面）